# 天然放射性核素
天然放射性核素（英語：natural radionuclide），或称天然放射性同位素（英語：natural radioisotope），是地球化学和地球物理中的一个概念，是指在地球上天然存在的放射性核種，與之相對的概念為人造放射性核種。天然放射性核種根據其來源可分為三大類：原始放射性核種、次生天然放射性核種和天然核反應生成的核生成放射性核種及宇生放射性核種。

## 原始放射性核種
原始核種是指地球形成的时候就存在于地球上的核種。它们是大爆炸、超新星爆发等过程中产生的重元素，在太阳系形成之前就已经存在。原始核種包括所有穩定核種和一些半衰期極長的放射性核種，其中一些核種的半衰期甚至長達宇宙年齡的數倍，因此直到近年來才檢測出其放射性。由於原始放射性核種的半衰期非常長，衰變速率緩慢，因此這些核種的原子從形成之初經歷數十億年後仍得以相當的量存留到现在。
最重的三種原始放射性核種在地殼中的衰變過程組成了現今自然界中三條最主要的衰變鏈，分別是以鈾-238为母体的铀系、以鈾-235为母体的锕系和以釷-232为母体的钍系。這三個核種都有相当长的半衰期（分别为4.471×109年、7.04×108年和1.406×1010年）。
除了以上三者外，還有約31種原始放射性核種並不属于上述三大衰變鏈之内，包括钾-40（t1⁄2=1.25×109年）、铷-87（t1⁄2=4.97×1010年）、铟-115（t1⁄2=4.4×1014年）、镧-138（t1⁄2=1.02×1011年）、钐-147（t1⁄2=1.066×1011年）、镏-176（t1⁄2=3.764×1010年）、铼-187（t1⁄2=4.12×1010年）、铂-190（t1⁄2=4.83×1011年）和铋-209（t1⁄2=2.01×1019年）等。

## 次生天然放射性核種
次生天然放射性核種是原始放射性核種的衰變產物。它們的半衰期通常較短，但由於處在自然界的三大衰變鏈中，因此能不斷地作為衰變產物生成。代表性的例子包括鐳-226、氡-222和釙-210等。由於它們的半衰期較短，單位時間內的放射劑量較大，因此礦場和地下室的放射性危害通常是由這些短壽命核種造成的。

## 天然核反應生成的放射性核種
- 主條目：宇生核種（英语：Cosmogenic nuclide）及核生成（英语：Nucleogenic）

天然核反應能夠產生許多短壽命的放射性核種，根據反應發生的來源可分為宇生放射性核種及核生成放射性核種。
宇生核種是指來自外太空的宇宙射线與地球上的物質發生碰撞（即宇宙射線散裂）後產生的核種，包括各種不同的穩定核種和放射性核種，其中有些壽命較短的放射性核種不屬於三條主要衰變鏈中，因此宇宙射線散裂便成為自然界中這些核種的唯一來源，代表性的例子包括氚、碳-14和磷-32等。
核生成核種則是指地球上的原子發生自發裂變、中子捕獲等作用後產生的各種穩定核種和放射性核種，例如鎝-99、鉕-147、鈽-239等不屬於三大衰變鏈產物的放射性核種主要是由核生成作用所產生。